# Damastes grandidieri
Damastes grandidieri är en spindelart som beskrevs av Simon 1880. Damastes grandidieri ingår i släktet Damastes och familjen jättekrabbspindlar.
Artens utbredningsområde är Madagaskar. Inga underarter finns listade i Catalogue of Life.